# Чемпионат Чехословакии по хоккею с шайбой 1980/1981
Чемпионат Чехословакии по хоккею с шайбой 1980/1981 — 45-й сезон чехословацкой хоккейной лиги. Чемпионом стал клуб Витковице, выигравший свой 2-й титул в истории после 29-летнего перерыва.

## Формат
В сезоне 1980/81 в чемпионате Чехословакии было введено новшество: при ничейном результате назначалось дополнительное время 10 минут до забитого гола. Если в дополнительное время голов не забивалось, команды пробивали серию буллитов. Победитель получал 2 очка, проигравший ноль. Чемпионом во 2-й раз в своей истории стал клуб Витковице, опередивший на 2 очка серебряного призёра Мотор из Ческе-Будеёвице. Бронзовые медали завоевал прошлогодний чемпион Польди СОНП Кладно. После отъезда братьев Штястны в НХЛ братиславский Слован занял последнее место и выбыл во вторую лигу. Интересным фактом является игра команд в случаях ничейных результатов: всего была зафиксирована 31 ничья, из них в 21-м случае матч закончился в дополнительное время и в 10-ти по буллитам. Самыми удачными командами в таких играх были Витковице (7 побед из 8) и Литвинов (6 побед из 7), самой неудачной командой стал Слован, проиграв во всех 9-ти случаях. При прежней системе начисления очков, чемпионом стал бы Ческе-Будеёвице, Витковице занял бы 2 место, а Слован сумел бы избежать вылета во вторую лигу.

## Турнирная таблица
| №   | Команда            | И  | В  | ВО | ПО | П  | ГЗ  | ГП  | О  |
| --- | ------------------ | -- | -- | -- | -- | -- | --- | --- | -- |
| 1.  | Витковице          | 44 | 27 | 7  | 1  | 9  | 211 | 148 | 68 |
| 2.  | Ческе-Будеёвице    | 44 | 30 | 3  | 1  | 10 | 193 | 119 | 66 |
| 3.  | Польди СОНП Кладно | 44 | 25 | 4  | 1  | 14 | 164 | 124 | 58 |
| 4.  | Дукла Йиглава      | 44 | 23 | 3  | 3  | 15 | 177 | 131 | 52 |
| 5.  | ХЗ Литвинов        | 44 | 19 | 6  | 1  | 18 | 170 | 173 | 50 |
| 6.  | Дукла Тренчин      | 44 | 18 | 2  | 1  | 23 | 158 | 181 | 40 |
| 7.  | Тесла Пардубице    | 44 | 17 | 2  | 3  | 22 | 169 | 190 | 38 |
| 8.  | Спарта Прага       | 44 | 16 | 2  | 3  | 23 | 155 | 178 | 36 |
| 9.  | ВСЖ Кошице         | 44 | 17 | 0  | 4  | 23 | 176 | 199 | 34 |
| 10. | ТЕ Готтвальдов     | 44 | 15 | 0  | 1  | 28 | 125 | 161 | 30 |
| 11. | Шкода Пльзень      | 44 | 12 | 2  | 3  | 27 | 121 | 172 | 28 |
| 12. | Слован Братислава  | 44 | 14 | 0  | 9  | 21 | 155 | 198 | 28 |

## Лучшие бомбардиры

#### Шайбы
1. Иржи Лала (Дукла Йиглава) — 40 шайб
2. Мирослав Фричер (Витковице) — 33
3. Милан Новы (Кладно) — 32

#### Гол+пас
| №   | Игрок            | Команда            | И  | Г  | П  | О  |
| --- | ---------------- | ------------------ | -- | -- | -- | -- |
| 1.  | Милан Новы       | Польди СОНП Кладно | 44 | 32 | 39 | 71 |
| 2.  | Индржих Кокрмент | Дукла Йиглава      | 44 | 20 | 41 | 61 |
| 3.  | Иржи Лала        | Дукла Йиглава      | 44 | 40 | 20 | 60 |
| 4.  | Дариус Руснак    | Слован Братислава  | 44 | 32 | 26 | 58 |
| 5.  | Винцент Лукач    | ВСЖ Кошице         | 35 | 29 | 29 | 58 |
| 6.  | Мирослав Фричер  | Витковице          | 34 | 33 | 24 | 57 |
| 7.  | Ладислав Свозил  | Витковице          | 41 | 16 | 38 | 54 |
| 8.  | Ярослав Поузар   | Ческе-Будеёвице    | 42 | 29 | 23 | 52 |
| 9.  | Ярослав Влк      | Витковице          | 38 | 25 | 27 | 52 |
| 10. | Иван Глинка      | ХЗ Литвинов        | 40 | 21 | 31 | 52 |

## Состав чемпиона
Вратари
Яромир Шиндел — 41 игра/3.26 гола за игру, Людек Брож — 10/2.1
Защитники
Ярослав Личка — 44 игры/16 очков (6 шайб + 10 передач), Милан Фигала — 42/12 (2+10), Карел Дворжак — 43/10 (3+7), Милан Мокрош — 25/10 (3+7), Павел Станкович — 39/6 (2+4), Иван Горак — 27/3 (1+2), Милан Шумихраст — 16/2 (0+2), Владимир Кадлец — 7
Нападающие
Мирослав Фричер — 34/57 (33+24), Ладислав Свозил — 41/54 (16+38), Ярослав Влк — 38/52 (25+27), Франтишек Черник — 43/51 (25+26), Збинек Нойвирт — 44/43 (22+21), Милош Ржига — 43/42 (9+33), Радослав Куржидым — 43/36 (25+11), Милош Голань (старший) — 44/36 (17+19), Богумил Кацирж — 40/18 (8+10), Милош Крайзел — 29/17 (6+11), Владимир Странски — 29/14 (5+9), Павел Пророк — 24/10 (3+7), Мирослав Венкрбец — 9, Любомир Забойник — 2, Лумир Котала — 1
Тренеры — Ян Соукуп и Карел Метелка